# Las Vegas
För andra betydelser, se Las Vegas (olika betydelser).

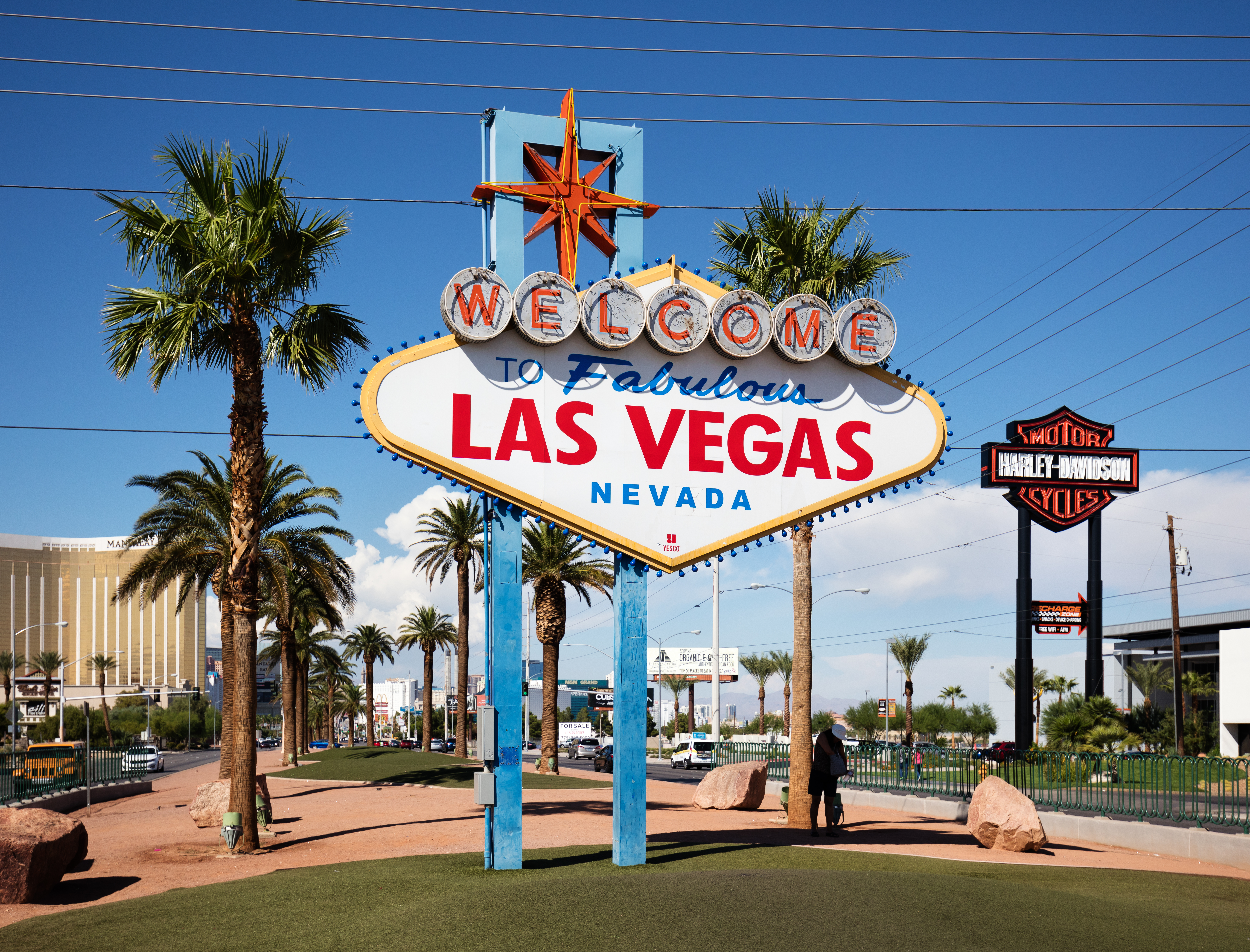
Den kända välkomstskylten.

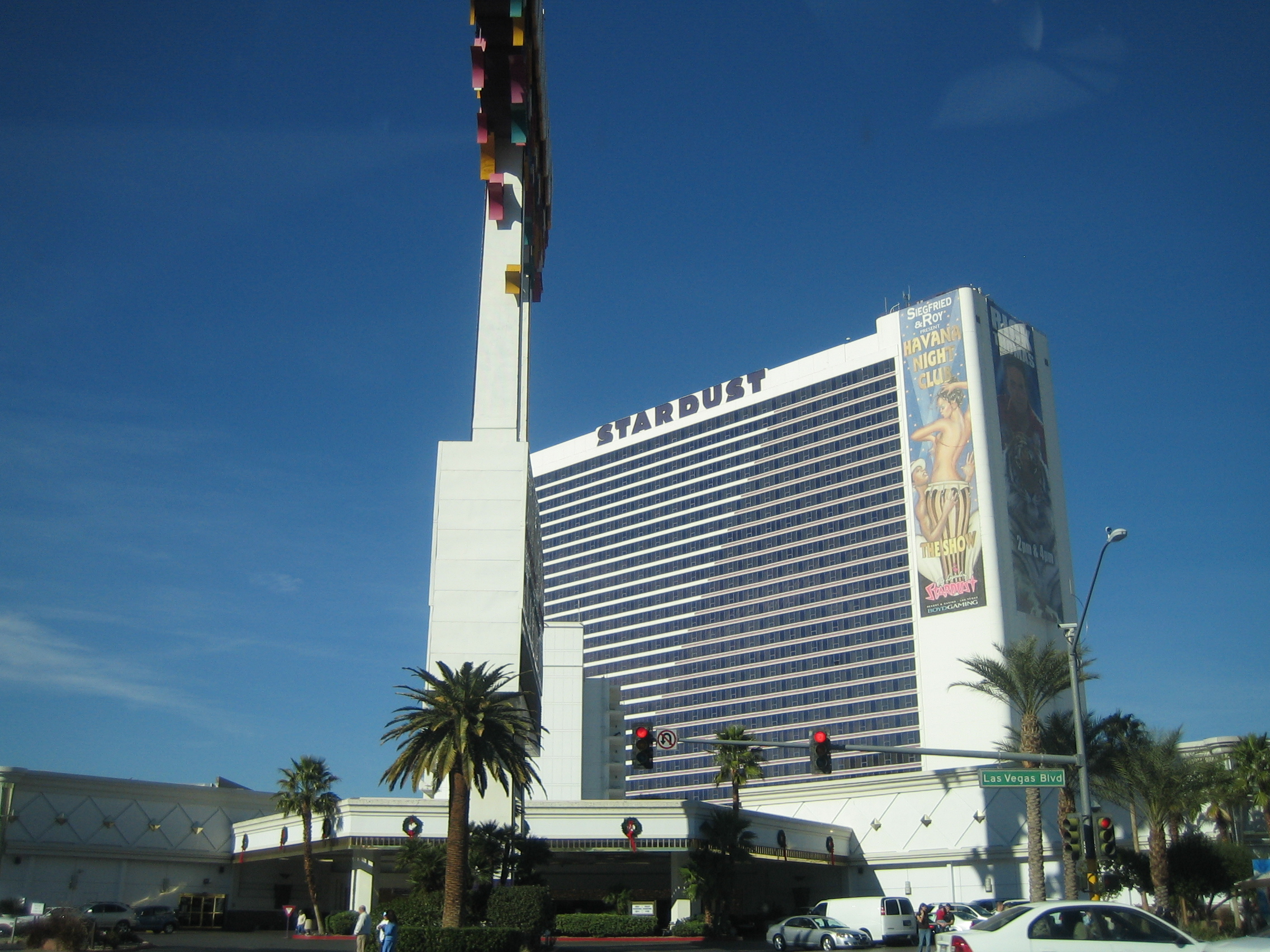
Stardust Hotel and Casino var ett av de större hotellen i Las Vegas, numera rivet.

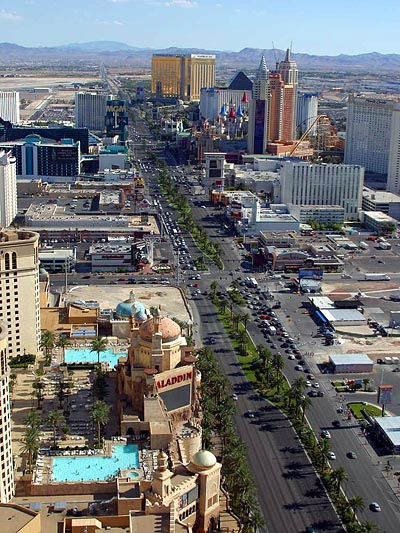
Den kända delen av Las Vegas Boulevard, populärt kallad The Strip.

Las Vegas är den största staden i delstaten Nevada i sydvästra USA med drygt 641 000 invånare och i storstadsområdet uppskattningsvis 2 227 053 invånare. Las Vegas är ett populärt resmål känt för shopping, underhållning och många olika kasinon och hotell.

## Grundande
Las Vegas fick sitt namn av spanjorerna som använde vattnet i området under sina resor norrut och västerut, längs de vägar som sammanknöt spanjorernas kolonier i området. På 1800-talet hade områdena i Las Vegas-dalen artesiska brunnar som låg till grund för stora gräsmarker (på spanska Vega), vilket ledde till namnet Las Vegas.
John C. Frémont tågade in i Las Vegas-dalen 3 maj 1844, när området fortfarande tillhörde Mexiko. Han var ledare för en grupp forskare, rekognosceringstrupper och olika observatörer för USA:s arméingenjörskår. 10 maj 1855, efter att USA tagit över området från Mexiko (via det mexikanska överlåtandet), tilldelade Brigham Young 30 Mormoniska missionärer området, för att de skulle konvertera indianerna i det. Ett fort byggdes i vad som är nu centrala Las Vegas för att tillgodose de som färdades längs "Mormonska korridoren" mellan Salt Lake City och den då starkt växande Mormon-kolonin i San Bernardino, Kalifornien. 
Las Vegas blev en del av järnvägsnätet den 15 maj 1905, när 110 acres auktionerades ut av vad som idag är centrala Las Vegas. Las Vegas blev en erkänd stad 16 mars 1911 när den antog sina första stadgar.

## Större händelser
- Legalisering av hasardspel (19 mars 1931)
- Hooverdammen slutförs (9 oktober 1936)
- Bugsy Siegels Flamingo Hotell öppnar på vad som är idag är Las Vegas Strip (26 december 1946)
- Atmosfäriska kärnvapentester på Nevada National Security Site (1951 till 1962)
- Översvämningar 1955, 1984, 1999 och 2003
- Branden i MGM Grand Hotel i Las Vegas (21 november 1980), den värsta katastrofen i Nevadas historia
- The Mirage öppnar (22 november 1989) vilket började eran av dagens jättekasinon
- 100-årsfirandet som stad (15 maj 2005)
- 58 personer dödas och över 200 skadas i en masskjutning (1 oktober 2017)

## Geografi
Las Vegas har en yta på 293,6 km² och 0,1 km² av denna yta består av vatten. Staden ligger i en mindre dal omgiven av berg som skiftar färg från rost till grått och rosa. Eftersom landskapet är öken vid staden, är mycket av landskapet bergigt och stenigt. I staden finns många träd och ökenlandskapet är nästan obefintligt.

## Klimat
Las Vegas klimat är typiskt för Mojaveöknen. Staden har mycket heta och torra somrar samt milda vintrar med mycket solsken året runt. Vidare är både nederbördsmängden och luftfuktigheten mycket låg, den senare vanligen under 10%. Temperaturskillnaderna är dock stora mellan dag och natt och mellan årstiderna. Den högsta och lägsta uppmätta temperaturen i Las Vegas är + 47,8 °C respektive -13,3 °C. Snöfall kan förekomma någon dag under vintern nära staden, men det är inte så vanligt på grund av det torra klimatet 

Medeltemperaturer och nederbörd för Las vegas:
|                                            | Jan | Feb | Mar | Apr | Maj | Jun | Jul | Aug | Sep | Okt | Nov | Dec |
| ------------------------------------------ | --- | --- | --- | --- | --- | --- | --- | --- | --- | --- | --- | --- |
| Normaldygnets maximitemperaturs medelvärde | 14  | 17  | 20  | 25  | 31  | 38  | 41  | 40  | 35  | 28  | 20  | 14  |
| Normaldygnets minimitemperaturs medelvärde | 1   | 4   | 7   | 10  | 16  | 21  | 25  | 23  | 19  | 12  | 6   | 1   |
|                                            |     |     |     |     |     |     |     |     |     |     |     |     |
| Nederbörd                                  | 12  | 12  | 11  | 5   | 7   | 3   | 9   | 12  | 7   | 5   | 11  | 10  |

| Diagram | temperaturer i °C • månadsnederbörd i mm | temperaturer i °C • månadsnederbörd i mm | temperaturer i °C • månadsnederbörd i mm | temperaturer i °C • månadsnederbörd i mm | temperaturer i °C • månadsnederbörd i mm | temperaturer i °C • månadsnederbörd i mm | temperaturer i °C • månadsnederbörd i mm | temperaturer i °C • månadsnederbörd i mm | temperaturer i °C • månadsnederbörd i mm | temperaturer i °C • månadsnederbörd i mm | temperaturer i °C • månadsnederbörd i mm | temperaturer i °C • månadsnederbörd i mm |
|         | 12 14 1                                  | 12 17 4                                  | 11 20 7                                  | 5 25 10                                  | 7 31 16                                  | 3 38 21                                  | 9 41 25                                  | 12 40 23                                 | 7 35 19                                  | 5 28 12                                  | 11 20 6                                  | 10 14 1                                  |

## Spel och dobbel
Las Vegas är känt för spel om pengar och hasardspel är stadens viktigaste inkomstkälla. Nästan 90% av besökarna spelar på något, allt från sportspel till blackjack, craps och poker. En besökare spelar bort över 500 dollar i snitt.

### Stora kasinon
Las Vegas brukar kallas för kasinolandet. Staden har förutom många små kasinon, massor av jättelika hotell/kasino/restaurang/nattklubb-komplex. Här är några av dem:
- Bellagio, hotell och kasino.
- MGM Grand Hotel, världens näst största hotell.
- Caesars Palace, hotell och kasino med tema från Romarriket.
- Excalibur, en anläggning med riddartema.
- Mandalay Bay, hotell och kasino.
- New York, New York, hotell och kasino med New York-tema.
- Luxor, hotell och kasino inhyst i en stor pyramid.
- Trump Hotel Las Vegas, hotell.

## Sport

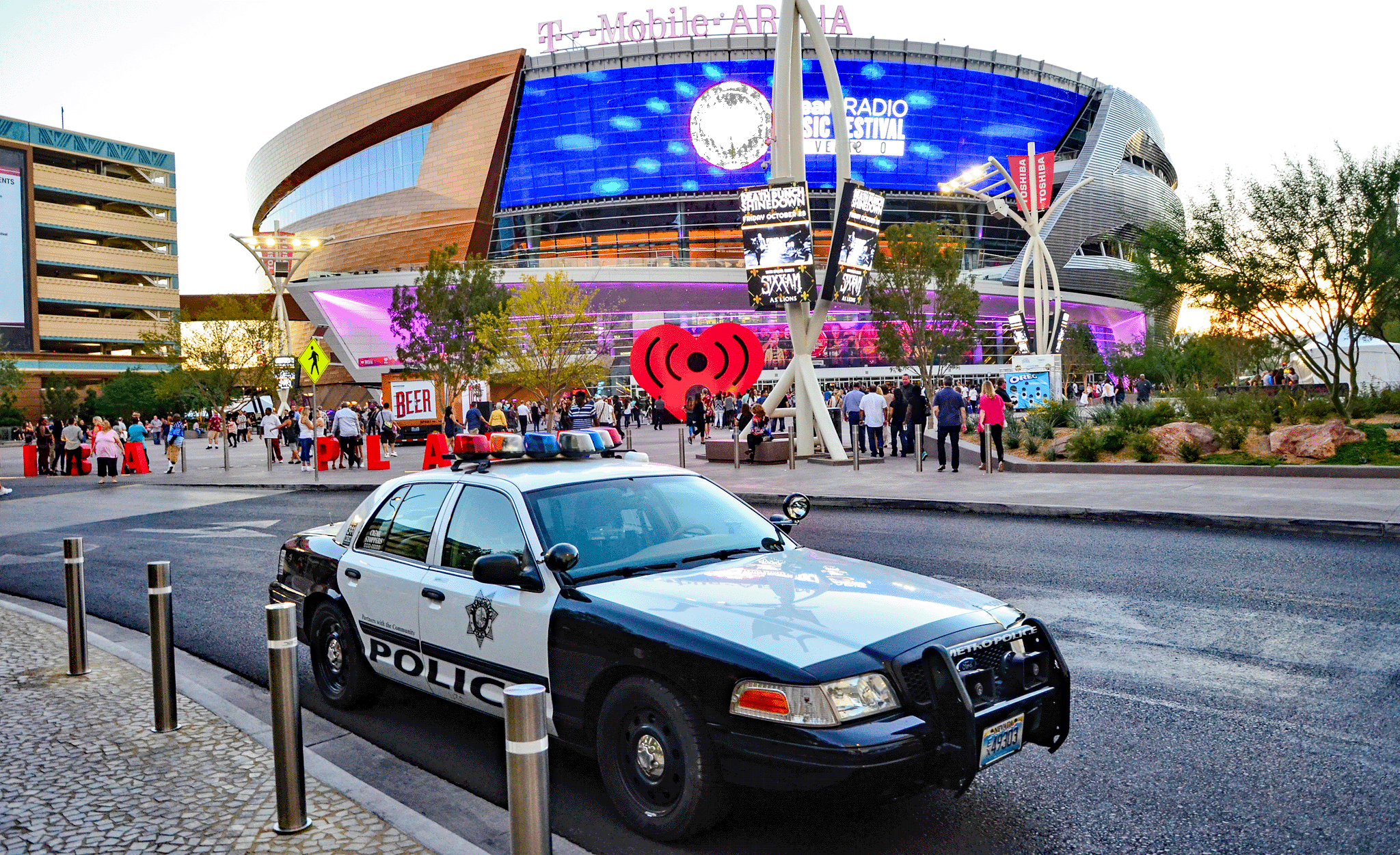
Polisbil från LVMPD av typ Ford Crown Victoria utanför T-Mobile Arena.

Staden har sedan 2017 ett professionellt ishockeylag i Vegas Golden Knights som spelar i en av de fyra stora nordamerikanska lagsporterna, National Hockey League (NHL). Deras hemmaarena är T-Mobile Arena som ligger mellan kasinonen New York-New York och Park MGM. Från och med 2020 kommer Oakland Raiders i National Football League (NFL) flyttas till Las Vegas och spela på arenan Las Vegas Stadium som är under konstruktion.

## Kommunikationer

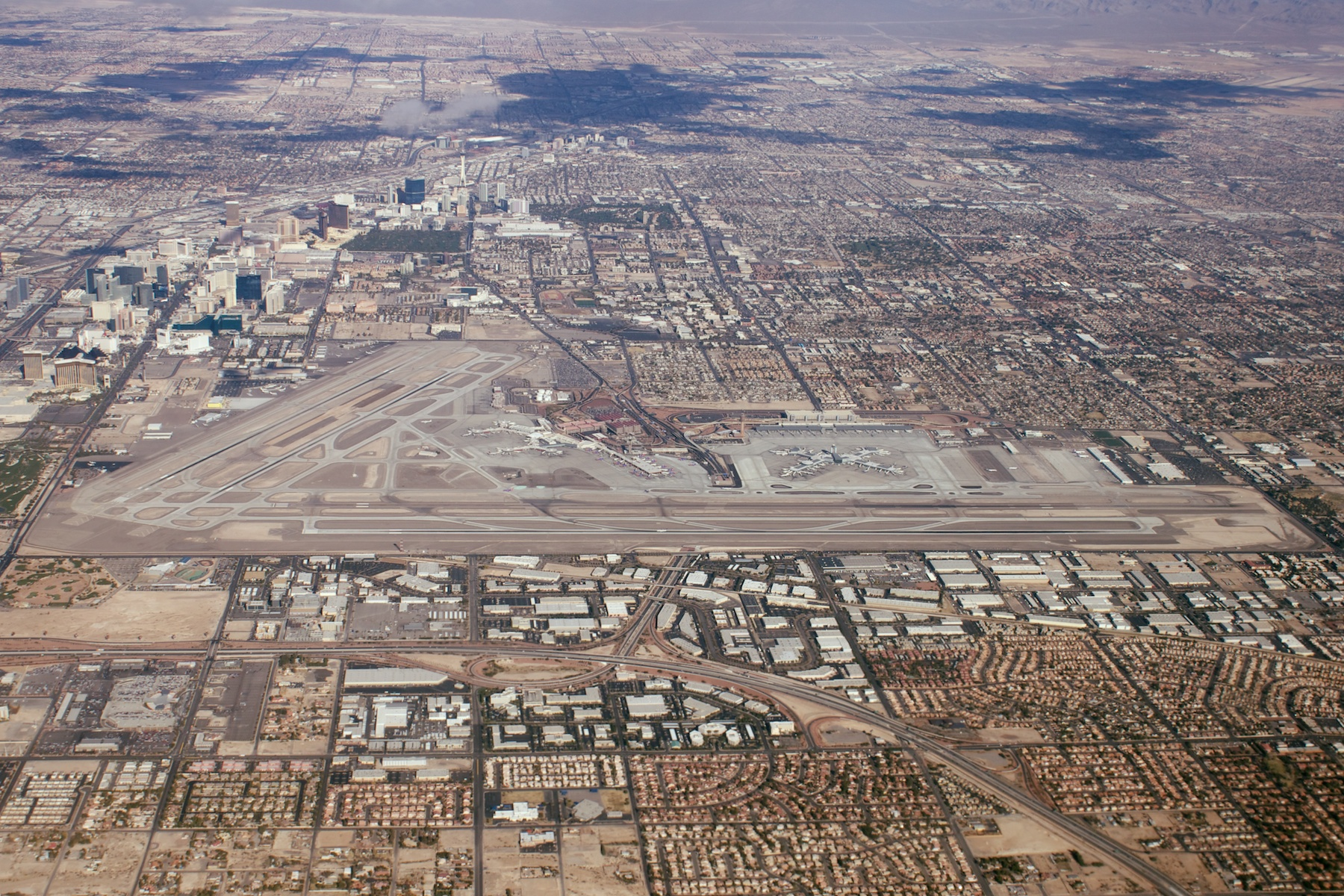
Harry Reid International Airport.

Staden har flera flygplatser, men Harry Reid International Airport (tidigare känd som McCarran) är den stora trafikflygplatsen som är belägen 8 kilometer söder om staden. För privatflyg finns även North Las Vegas Airport och Henderson Executive Airport.
Las Vegas har järnväg som Union Pacific Railroad bedriver godstrafik på. Persontrafiken med Amtrak upphörde 1997.
I-11, I-15 samt US 95 leder till och från Las Vegas i fyra olika riktningar.
Regional Transportation Commission of Southern Nevada, genom RTC Transit, bedriver lokal kollektivtrafik med buss. Las Vegas Monorail är en 6 kilometer lång monorailbana i anslutning till Las Vegas Strip.